# Denèvre

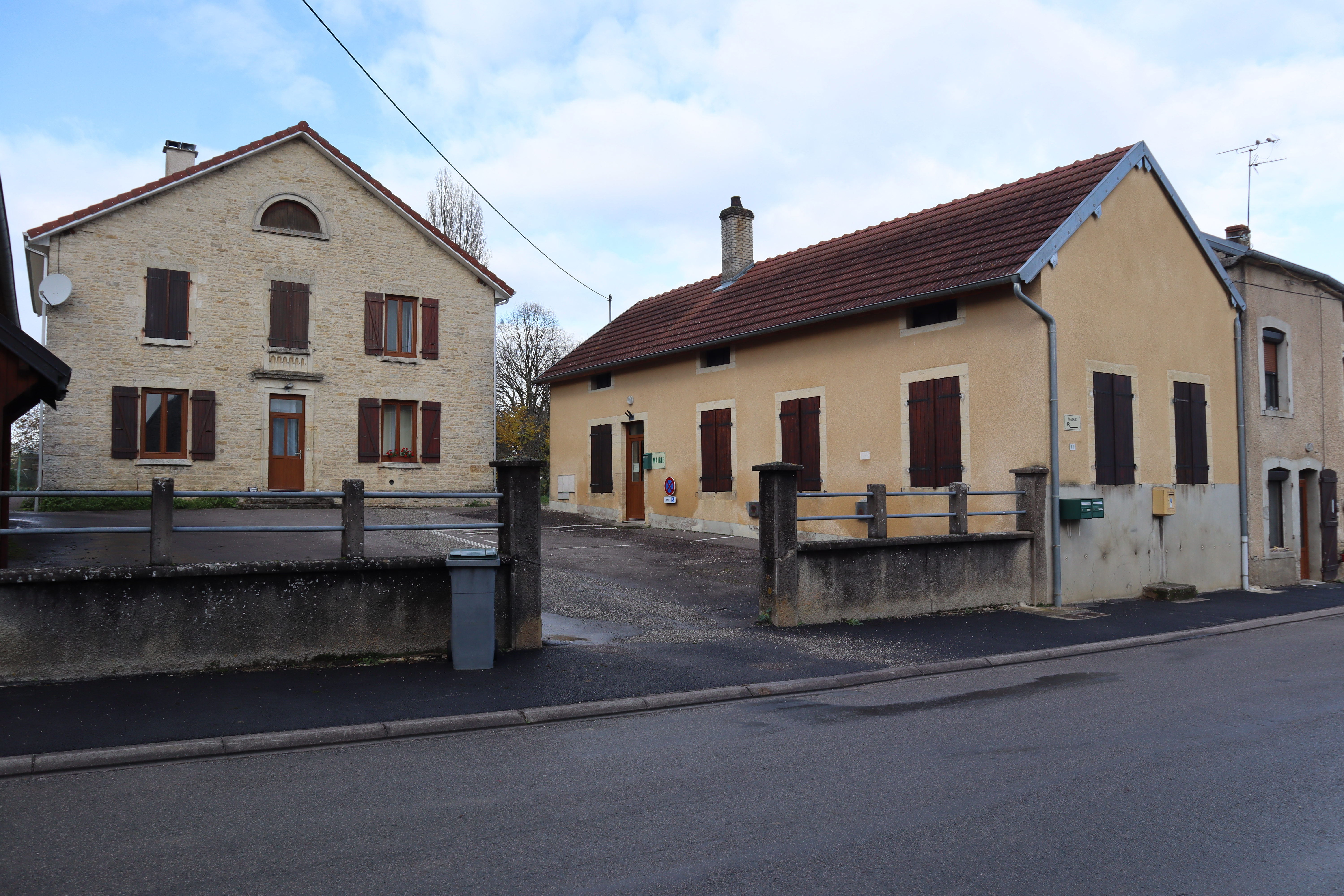
Denèvre, Mairie (2022)

Denèvre ist eine Gemeinde im französischen Département Haute-Saône in der Region Bourgogne-Franche-Comté.

## Geographie
Denèvre liegt auf einer Höhe von 208 m über dem Meeresspiegel, 14 Kilometer nordnordöstlich von Gray und etwa 47 Kilometer nordwestlich der Stadt Besançon (Luftlinie). Das Dorf erstreckt sich im Westen des Départements, in der Plateaulandschaft nordwestlich des Saônetals, am südlichen Talrand des Salon.
Die Fläche des 5,85 km² großen Gemeindegebiets umfasst einen Abschnitt im Bereich des Plateaus nördlich des Saônetals. Die nördliche Grenze verläuft entlang dem Salon, der hier einen nach Norden ausgreifenden Bogen zeichnet. Er fließt durch eine ungefähr ein Kilometer breite Talniederung, die durchschnittlich auf 200 m liegt, und entwässert das Gebiet nach Osten zur Saône. Vom Flusslauf erstreckt sich das Gemeindeareal südwärts über die Talaue und einen rund 30 m hohen Steilhang (Côte de Denèvre) bis auf das angrenzende Plateau. Diese Hochfläche, die auf 240 m liegt, besteht aus einer Wechsellagerung von kalkigen und sandig-mergeligen Sedimenten der oberen Jurazeit und des Tertiärs. Mit 247 m wird hier die höchste Erhebung von Denèvre erreicht. In der Talniederung und auf dem Plateau herrscht landwirtschaftliche Nutzung vor. Im Süden reicht der Gemeindeboden in die ausgedehnte Waldung des Bois de Vereux. 
Nachbargemeinden von Denèvre sind Delain im Norden, Dampierre-sur-Salon im Osten, Vereux im Süden sowie Montot im Westen.

## Geschichte
Mauerfundamente aus gallorömischer Zeit, vermutlich einer Töpferwerkstatt, weisen auf eine frühe Besiedlung des Gebietes hin. Denèvre wird als Domno Apro und Denepvre erwähnt. Im Mittelalter gehörte das Dorf zur Freigrafschaft Burgund und darin zum Gebiet des Bailliage d’Amont. Die weltliche Herrschaft über Denèvre hatten die Herren von Dampierre inne. Zusammen mit der Franche-Comté gelangte das Dorf mit dem Frieden von Nimwegen 1678 definitiv an Frankreich. Heute ist Denèvre Mitglied des 42 Ortschaften umfassenden Gemeindeverbandes Communauté de communes des Quatre Rivières.

## Sehenswürdigkeiten
Die einschiffige Kirche Saint-Epvre mit Glockenturm im Imperialstil wurde im 18. Jahrhundert erbaut. Sie beherbergt reiches Mobiliar, einen Altar mit dem Gemälde der Auferstehung Christi sowie verschiedene Grabplatten. Zu den weiteren beachtenswerten Bauwerken zählen das überdachte Lavoir aus dem 19. Jahrhundert und ein viereckiger überdachter Brunnen außerhalb des Ortes.

## Bevölkerung
| Jahr                       | 1962 | 1968 | 1975 | 1982 | 1990 | 1999 |
| Einwohner                  | 122  | 110  | 102  | 115  | 132  | 115  |
| Quellen: Cassini und INSEE |      |      |      |      |      |      |

Mit 167 Einwohnern (2007) gehört Denèvre zu den kleinen Gemeinden des Département Haute-Saône. Während des gesamten 20. Jahrhunderts bewegte sich die Einwohnerzahl im Bereich zwischen 80 und 132 Personen. Erst seit 1999 wurde ein deutliches Bevölkerungswachstum verzeichnet.

## Wirtschaft und Infrastruktur
Denèvre war bis weit ins 20. Jahrhundert hinein ein vorwiegend durch die Landwirtschaft (Ackerbau, Obstbau und Viehzucht) und die Forstwirtschaft geprägtes Dorf. Heute gibt es einzelne Betriebe des lokalen Kleingewerbes. In den letzten Jahrzehnten hat sich das Dorf zu einer Wohngemeinde gewandelt. Viele Erwerbstätige sind deshalb Wegpendler, die in den größeren Ortschaften im Raum Gray ihrer Arbeit nachgehen.
Die Ortschaft liegt abseits der größeren Durchgangsachsen an einer Departementsstraße, die von Dampierre-sur-Salon nach Champlitte führt. Eine weitere Straßenverbindung besteht mit Montot.